# الدوري التونسي لكرة اليد للسيدات 2024–25
الدوري التونسي لكرة اليد للسيدات 2024-2025 هو الدورة 63 من الدوري التونسي لكرة اليد للسيدات. شارك فيها 10 فريقا.

## روابط خارجية
- الموقع الرسمي للجامعة التونسية لكرة اليد.